# Age of Mythology
Age of Mythology è un videogioco di strategia in tempo reale, sviluppato da Ensemble Studios e pubblicato da Microsoft Game Studios nel 2002 per Microsoft Windows e successivamente per macOS.
È lo spin-off di Age of Empires: l'ambientazione unisce elementi storici a elementi fantastici, ispirati alla mitologia dei popoli rappresentati nel gioco (divinità e creature soprannaturali).
Il gioco ebbe molto successo e quattro mesi dopo la pubblicazione aveva già venduto più di un milione di copie.
Del gioco è stata pubblicata un'espansione, The Titans. Gioco originale ed espansione sono stati poi pubblicati anche insieme, come Age of Mythology Gold Edition.
Il 28 gennaio 2016, dopo più di 13 anni dall'uscita del gioco originale, è uscita la seconda espansione Tale of the Dragon, ambientata nell'antica Cina.

## Trama
Diversamente da Age of Empires e Age of Empires II: The Age of Kings, Age of Mythology ha soltanto una campagna per il giocatore singolo. La campagna, intitolata Caduta del tridente, è molto più lunga delle campagne dei giochi precedenti e consta di trentadue livelli.
Il protagonista è Arkantos, un eroe di Atlantide; gli abitanti di Atlantide appartengono alla civiltà greca, ma nel corso della campagna Arkantos guiderà anche armate egizie e nordiche. Alcune missioni si svolgono inoltre negli Inferi, rappresentati come caverne oscure con fiumi di lava. Vi è anche una breve campagna tutorial composta da solo tre livelli che ha come protagonista Arkantos e introduce la storia principale. Nel tutorial, che consente di imparare le dinamiche base del gioco, Arkantos si reca, con dei guerrieri, su un'isola per uccidere un ciclope; eliminato il mostro, l'eroe fa scorte di risorse e si garantisce il favore degli dèi; infine, scoperto un covo di pirati, lo distrugge utilizzando poteri divini e creature mitiche; dopodiché, Arkantos fa rotta verso Atlantide.

### Caduta del tridente
Dopo un sonno inquieto, durante il quale appare in sogno all'ammiraglio Arkantos la dea Atena, Atlantide viene attaccata dai pirati del minotauro Kamos. Arkantos riesce a proteggere Atlantide e a respingere i vari assalti ma, durante la battaglia, i nemici rubano il tridente di bronzo della grande statua di Poseidone davanti al porto principale di Atlantide. Arkantos si reca sull'isola in cui si è rifugiato Kamos e riesce a recuperare il tridente, che fa rispedire immediatamente ad Atlantide. Arkantos si reca poi dai suoi alleati greci e partecipa alla guerra di Troia, durante la quale combatte insieme ad Aiace, Agamennone e Ulisse; quest'ultimo idea lo stratagemma del cavallo di legno, grazie al quale i Greci conquistano Troia. Prima di tornare ad Atlantide, Arkantos, per riparare le proprie navi, si ferma in Grecia nel porto di Ioklos, ma scopre che questo è caduto nelle mani dei banditi. Arkantos e Aiace riconquistano Ioklos e salvano il centauro Chirone. Questi rivela ad Arkantos e Aiace che i banditi, guidati da un uomo di nome Kemsyt, hanno rapito gli uomini di Ioklos e li hanno portati a nord, dove li stanno obbligando a costruire qualcosa. Pertanto, i tre eroi si dirigono nel posto in cui il ciclope Gargarensis, un signore della guerra e comandante di Kamos e Kemsyt, sta utilizzando come schiavi gli uomini di Ioklos per aprire un passaggio per l'Oltretomba. Dopo aver sconfitto i banditi agli ordini di Gargarensis, gli eroi lo seguono fin dentro il passaggio che li porta a Erebus, il regno di Ade.
Arkantos e compagni, dopo aver distrutto l'ariete con il quale Gargarensis intendeva sfondare le possenti porte dell'Ade (che imprigionano Crono nel Tartaro), riescono a uscire dal regno dei morti e riemergono in Egitto. Qui, Arkantos e gli altri aiutano Amanra, impegnata nella lotta contro i banditi di Kemsyt. Amanra rivela ai suoi nuovi alleati che il dio egizio Osiride è stato ucciso e fatto a pezzi da Set, che ora aiuta Gargarensis. Amanra, Arkantos e gli altri riescono a recuperare un pezzo del corpo di Osiride prima che i nemici lo distruggano. Poi, durante un periodo di pausa dai combattimenti, Arkantos si addormenta e gli appare nuovamente in sogno la dea Atena, che rivela all'atlantideo i piani di Gargarensis. Favorito da Poseidone, il ciclope ha intenzione di liberare il Titano Crono dal Tartaro (dove è stato imprigionato da Zeus) per ricevere in cambio l'immortalità. Amanra, Chirone, Arkantos e Aiace riescono a recuperare anche gli altri tre pezzi del corpo di Osiride: Amanra riesce a sottrarne un pezzo a Kemsyt, Chirone recupera la testa del dio da un'enorme tamerice, mentre Arkantos e Aiace sottraggono l'ultimo pezzo sferrando un attacco alla fortezza di Kamos che, sconfitto, si getta sulla lancia di Arkantos, per poi lanciarsi sulle rocce del mare, sfracellandosi. I quattro pezzi vengono poi portati ad Abydos, davanti alla piramide di Osiride: in questo modo, il dio risorge e annienta l'esercito di Gargarensis. Il ciclope riesce però a fuggire su di una nave, e Arkantos e Aiace si mettono sulle sue tracce. Nel tentativo di raggiungere Gargarensis, i due amici giungono su un'isola nei pressi della quale scorgono il relitto della nave di Ulisse: per scoprire cosa ne sia stato di lui, Arkantos e Aiace sbarcano sull'isola e notano la presenza di maiali dalla strana apparenza. Ancor prima di rendersi conto della situazione, vengono entrambi trasformati in cinghiali dalla maga Circe. I due devono così combattere contro gli isolani e salvare il maggior numero possibile di maiali, che altro non sono che soldati greci vittime dell'incantesimo di Circe. Giunti in prossimità di un tempio dedicato a Zeus, la maledizione finisce, e Arkantos e Aiace sconfiggono Circe distruggendo la fortezza della sua cittadella. Dopo essere stato salvato, Ulisse ringrazia Arkantos e Aiace, che gli danno anche una nave per poter tornare a casa.
Arkantos, Aiace, Amanra e Chirone raggiungono poi le fredde e desolate lande del nord all'inseguimento di Gargarensis. Nelle terre dei nordici incontrano Brokk ed Eitri, due dwarf (letteralmente nani, ma il termine inglese viene usato anche nella versione italiana) che chiedono loro di liberare dai giganti la loro fucina. Dato che la fucina dei dwarf conduce a un altro passaggio per il regno dell'Oltretomba, Arkantos e i suoi alleati decidono di aiutarli. Dopo aver liberato la fucina dei dwarf dai giganti, Arkantos e i suoi compagni incontrano Reginleif, una valchiria che si unisce a loro e che li aiuta a riunire i vari clan nordici, in continua guerra l'uno con l'altro. Riuniti i clan dei nordici, il gruppo cerca di ostacolare Gargarensis che, attraversato il pozzo di Urd, è ritornato nell'Oltretomba e sta nuovamente cercando di abbattere un'altra porta dell'Ade per liberare Crono. Giunti nell'Oltretomba, gli eroi vengono inseguiti dai giganti del fuoco, fino a quando Chirone si sacrifica per salvare gli altri. Mentre Gargarensis si trova alla porta del Nord, che sta per essere abbattuta da un ariete gigante, Brokk ed Eitri ricompongono il martello di Thor (distrutto in precedenza da Loki) che, una volta completato, sigilla la porta dell'Ade. Tornati in superficie, gli eroi si confrontano contro l'esercito di Gargarensis con l'aiuto di Ulisse, giunto in aiuto dei suoi amici. Gargarensis viene catturato e giustiziato. Arkantos, Aiace e Amanra salpano quindi alla volta di Atlantide; giunti in prossimità dell'isola, Arkantos decide di esporre la testa di Gargarensis sulla nave, ma si accorge di essere stato beffato da Loki: la testa è infatti quella di Kemsyt. Gargarensis è ancora vivo e sta tentando di aprire l'ultimo portale, situato sotto il tempio di Poseidone ad Atlantide. Arkantos riesce a salvare gli abitanti di Atlantide prima che vengano sterminati dall'esercito di Gargarensis, poi riceve la benedizione di Zeus e si confronta con Gargarensis al tempio di Poseidone. Gargarensis viene sconfitto e Atlantide sprofonda nell'oceano insieme ad Arkantos. Mentre Aiace, Amanra e gli atlantidei superstiti si mettono in salvo dalla distruzione di Atlantide su delle navi, Atena ricompensa Arkantos rendendolo immortale.

### Il dono aureo
Il dono aureo (in inglese The Golden Gift) è una campagna ufficiale di AoM resa disponibile come un download dal sito internet di Microsoft, scaricabile gratuitamente e disponibile nella traduzione completa (sonoro, sottotitoli e parlato) in varie lingue, italiano compreso. La campagna segue le avventure di Brokk e Eitri, i due nani apparsi nella campagna iniziale. La storia si svolge molti anni prima degli eventi narrati nella Caduta del tridente. Skult fa credere a entrambi i nani che l'altro vuole costruire il cinghiale meccanico di Freyr da solo. I due dwarf incominciano a lottare tra di loro presso la fucina ma, una volta completato l'animale metallico, Loki se ne impossessa. Per questo, Brokk ed Eitri si alleano e recuperano il cinghiale per offrirlo al dio Freyr.

## Modalità di gioco
Il gioco in giocatore singolo si svolge sia tramite la campagna suddetta sia tramite le classiche mappe contro uno o più giocatori controllati dal computer, creando squadre di alleati o di nemici tramite menù a tendina. La sezione multiplayer è svolta secondo le stesse mappe, analogamente con le alleanze scelte a priori o in gioco. Disponibili sia modalità on-line sia in rete locale (un computer fa da server di gioco, può essere quello di un giocatore o solo di un osservatore). In totale, sono supportati fino a 12 giocatori.
La struttura generale di gioco è molto simile a quella dei precedenti Age of Empires, con molte aggiunte, oltre all'introduzione nella serie della grafica tridimensionale.
L'edificio fondamentale è sempre il centro città, in grado di produrre i cittadini (le unità da lavoro) e di progredire attraverso le quattro ere, che qui prendono il nome di età arcaica, classica, eroica e mitica. Tuttavia, non è possibile costruire centri città ovunque, ma solo in alcuni punti prefissati dell'area di gioco (gli insediamenti). I centri città aumentano anche la popolazione, ovvero il numero massimo di unità che si possono avere in gioco; anche le case aumentano la popolazione, ma se ne possono possedere in numero limitato, perciò diventa importante occupare gli insediamenti. Il controllo di tutti gli insediamenti è anche uno dei modi per vincere una partita standard, assieme alla distruzione dei nemici e al possesso di una meraviglia, edificio dalla costruzione molto lenta e costosa.
A inizio partita, oltre alla propria civiltà, si sceglie la propria divinità protettrice principale fra tre disponibili (ad es., per i Greci sono Zeus, Ade e Poseidone). Ogni divinità conferisce alcuni differenti vantaggi, tra cui un potere divino, un'abilità speciale che può essere utilizzata una sola volta quando si desidera.
A ogni nuova era raggiunta, oltre a ottenere nuove unità, edifici e tecnologie, si sceglie un'altra divinità minore che conferisce un altro potere divino sempre più potente. La divinità scelta determina anche un nuovo tipo di unità mitica che può essere reclutata presso i propri templi. Le unità mitiche sono le creature mitologiche, come minotauri e centauri, in genere molto potenti e dotate di un'abilità speciale che usano automaticamente quando possono. Esistono anche unità mitiche acquatiche e volanti.
La maggior parte dell'esercito è formato, comunque, da unità realistiche dell'antichità, tra cui fanteria, cavalleria, macchine d'assedio e navi, con il supporto di edifici difensivi (mura e fortezze). Molte unità e anche alcuni edifici differiscono funzionalmente, oltre che esteticamente, da una civiltà all'altra. Inoltre, tutte le civiltà possono avere degli eroi, unità piuttosto forti dall'aspetto leggermente luminescente, sempre dotate di bonus contro le unità mitiche. Solo gli eroi, inoltre, possono raccogliere le reliquie, rari oggetti che conferiscono vari tipi di bonus al giocatore. Nella campagna a giocatore singolo, gli eroi sono i protagonisti e non possono essere uccisi: se vengono sconfitti in battaglia, rimangono a terra in stato d'incoscienza finché il giocatore o un alleato non lo raggiunge.

### Risorse
Le tre risorse fondamentali in Age of Mythology sono:
Ciboil cibo può essere guadagnato tramite: la caccia, la raccolta, l'agricoltura, la pesca o l'allevamento. Tutti gli animali selvatici sono commestibili, ma alcuni, quali il cinghiale e l'orso, sono in grado di difendersi o addirittura di attaccare gli abitanti. Le civiltà greca e nordica non sono in grado di praticare l'agricoltura prima dell'età classica. Con l'agricoltura e la pesca, i tempi di produzione del cibo sono più lunghi rispetto alla caccia o alla raccolta di cibo, ma ci sono anche dei vantaggi: non è mai necessario riseminare i campi delle fattorie e i banchi di pesci non si esauriscono mai, rendendo queste due attività delle fonti illimitate di cibo. Le navi da pesca vengono costruite al porto e utilizzate per procurare cibo nei fondali pescosi.
Legnameil legname viene accumulato tramite l'abbattimento degli alberi. È il principale materiale da costruzione utilizzato dalle civiltà greca e nordica, mentre gli Egizi non utilizzano il legname per costruire.
Orol'oro viene estratto da tutte le civiltà tramite le miniere. Si può ricavare anche inviando carovane dai mercati ai centri città propri o alleati. Può essere utilizzato come moneta di scambio al mercato o per finanziare le proprie unità, le costruzioni e lo sviluppo di tecnologie.
Le tre risorse principali possono essere anche comprate e vendute al mercato.
Favore degli Dèiil favore degli Dèi è necessario per la creazione di unità mitiche (che richiedono favore per essere costruite, a differenza dei comuni soldati umani) e per ottenere le tecnologie di tipo soprannaturale. È previsto un limite massimo di 100 punti di favore degli Dèi per tutte le civiltà, tranne quella greca che adora Zeus, per la quale il limite è elevato a 200 punti. Il favore degli Dèi viene guadagnato in modo diverso da una civiltà all'altra:
- Greci: guadagnano favore degli Dèi inviando uno o più abitanti del villaggio a pregare in un tempio;
- Egizi: guadagnano favore degli Dèi erigendo monumenti in loro onore. Gli Egizi possono costruire cinque diversi tipi di monumenti, ma uno solo per volta. Questi prendono il nome di, dal più economico, monumenti agli abitanti, ai soldati, ai sacerdoti, ai faraoni e agli dèi: per ciascun monumento, aumentano progressivamente le dimensioni, il costo in risorse, il tempo necessario alla sua costruzione e i favori ottenuti in cambio. I monumenti dedicati a Iside impediscono ai nemici di utilizzare i loro poteri divini contro il giocatore entro un determinato raggio d'azione attorno al monumento. I faraoni, come per gli altri edifici, possono potenziare i monumenti per guadagnare favore più velocemente.
- Nordici: guadagnano favore degli Dèi affrontando i nemici in battaglia. Tutti i danni inflitti dalle unità militari nordiche a unità, costruzioni e animali nemici consentono di guadagnare più favore degli Dèi. Anche i raccoglitori nordici assegnati alla caccia di animali per procurare cibo generano i favori divini. Gli eroi nordici ottengono più favori rispetto alle altre unità, e ne generano anche semplicemente esistendo, ma le unità mitiche nordiche non ottengono mai il favore divino.

### Civiltà
È possibile controllare una fra tre civiltà:
- Greci
- Egizi
- Nordici

Ciascun popolo può scegliere fra tre divinità primarie, che conferiscono caratteristiche e poteri leggermente diversi.

#### Greci
- iniziano con tre abitanti invece che due come nelle altre civiltá
- hanno molti esploratori (cavalleria Kataskopos, unità Pegaso ecc.). Tuttavia, i Kataskopos non possono essere reclutati, ma ne viene fornito uno al giocatore all'inizio del livello;
- possiedono le più potenti unità umane, almeno di fanteria, ma sono più costose;
- guadagnano favore degli Dèi quando ai cittadini viene ordinato di pregare al tempio;
- è disponibile solo un limitato numero di eroi (4), ma più potenti rispetto a quelli delle altre civiltà.

#### Egizi
- le costruzioni più comuni sono gratuite o costano esclusivamente oro;
- le costruzioni sono mediamente più resistenti rispetto a quelle delle altre civiltà;
- non possiedono unità d'esplorazione, ma usano avamposti che danno campo visivo localizzato e ampio (obelischi e fari);
- i faraoni possono potenziare gli edifici, rendendo più veloce l'addestramento di unità, lo sviluppo di potenziamenti e la raccolta di risorse;
- i mercenari sono disponibili in tutti i centri città e possono essere reclutati molto velocemente fin dall'età arcaica, ma muoiono dopo 40 secondi anche se non uccisi;
- le navi da pesca possono costruire porti, obelischi e fari (solo sulle rive);
- il favore viene guadagnato costruendo monumenti, il potenziamento dei monumenti, una volta costruiti, da parte del faraone rende più rapida l'accumulazione di favore;
- le uniche unità eroiche sono il faraone e i sacerdoti (questi ultimi reclutabili in quantità illimitata);
- il faraone ha il potere di guarire le unità e se muore viene eletto un nuovo faraone dopo poco tempo. Ogni volta che si sale di civiltà le sue statistiche (attacco, difesa...) salgono. Attraverso il potenziamento Nuovo Regno, concesso da Osiride nell'età mitica, è possibile gestire due faraoni allo stesso tempo;
- le unità di base sono più deboli di quelle delle altre civiltà, ma in compenso poco costose;
- possiedono 3 unità d'élite molto potenti, ma anche molto costose.

#### Nordici
- i raccoglitori e i dwarf usano carri mobili per depositare le risorse, senza dover ritornare al centro città o costruire edifici appositi;
- il favore viene ottenuto uccidendo nemici e costruzioni, cacciando e reclutando Hersir, eroi nordici;
- i raccoglitori e i nani possono essere in ogni momento convertiti in ulfsark (soldati semplici);
- è possibile creare infinite unità eroiche, nel limite della popolazione;
- i fanti si occupano della costruzione di edifici, a parte le fattorie, che vengono costruite dai raccoglitori;
- le costruzioni, in particolare mura e torri, sono meno resistenti rispetto a quelle delle altre civiltà, ma vengono costruite più velocemente.

### Dèi e poteri divini
All'inizio di ogni partita, si deve scegliere la divinità principale per la propria civiltà: ognuna di esse presenta tre dèi maggiori, ognuno dei quali porta benefici specifici ad un settore diverso della propria civiltà e conferisce un potere speciale diverso in ciascuna età: possono essere offensivi, difensivi o economici, possono variare in base agli dèi minori prescelti, si possono utilizzare i poteri divini una sola volta e anche quando non usati si conservano quando si passa a un'epoca successiva. I poteri divini disponibili sono visualizzati al centro della parte superiore dello schermo e per invocarli basta fare clic sul pulsante del potere divino e poi in un punto della mappa. La maggior parte dei poteri divini può essere invocata solo all'interno del campo visivo.

### Unità mitiche ed eroi
Se si ottiene il favore degli dèi, si possono creare unità mitiche nei templi (come, ad esempio, i minotauri, i ciclopi e i centauri per i Greci, i petsuchos per gli Egizi o le valchirie per i Nordici). Le unità mitiche navali, come i kraken, vengono create al porto. Gli attacchi delle unità mitiche sono più potenti se sferrati contro i soldati umani, ma sono deboli contro gli eroi. Alcune unità mitiche possono, inoltre, ricorrere periodicamente ad attacchi speciali.
Le unità eroiche, compresi i sacerdoti e i faraoni, sono facilmente individuabili sul campo di battaglia da un'aura divina, e infliggono bonus di danni alle unità mitiche e sono più potenti rispetto alle normali unità. Ogni civiltà dispone di unità eroiche e condizioni diverse per la creazione dei suoi eroi.
Greci
La civiltà greca può avere fino a quattro eroi sulla terraferma, corrispondenti a specifici personaggi mitologici come Giasone e Teseo, e un solo eroe in mare (quest'ultimo, la nave trireme Argo, si può reclutare solo se si sceglie Poseidone quando viene raggiunta l'età mitica). Gli eroi greci vengono creati nei centri città o nelle fortezze e ne può esistere uno solo per tipo alla volta. Scegliendo la divinità greca iniziale differente si ottengono diverse unità mitiche. Se gli eroi greci vengono uccisi, il loro spirito ritorna agli dei e possono essere creati nuovamente.
Egizi
Il faraone e i sacerdoti sono gli equivalenti egizi degli eroi delle altre civiltà. Il faraone esiste fin dall'inizio della partita e, se viene ucciso, gli succede un nuovo faraone, insignito del potere nel centro città. Può esistere un solo faraone per volta, a meno che i seguaci di Osiride non sviluppino il potenziamento del Nuovo Regno ottenendone un secondo. I sacerdoti sono invece reclutabili solo fino a che non lo permette il limite di popolazione. I Faraoni (e i sacerdoti, se come divinità principale si è scelta Ra) possono potenziare le costruzioni, una a testa, semplicemente agendo su di esse, consentendo di accumulare risorse, addestrare unità, edificarsi e attaccare più velocemente; sono inoltre in grado di guarire le unità alleate più vicine.
Nordici
La civiltà nordica ha una sola unità eroica, gli Hersir, che si possono possedere quanti se ne vuole. Si reclutano nelle abitazioni e nei templi nordici, e generano favore degli dèi automaticamente da soli, e in quantità maggiori quando combattono.

## Sviluppo
Age of Mythology è stato sviluppato con un linguaggio di programmazione appositamente ideato, basato su C e conosciuto come XS (eXternal Subroutine).

## Accoglienza
| Testata                                 | Versione | Giudizio |
| --------------------------------------- | -------- | -------- |
| GameRankings (media al 30 gennaio 2020) | PC       | 89%      |
| Metacritic (media al 30 gennaio 2020)   | PC       | 89/100   |
| Game Informer                           | PC       | 9,5/10   |
| Game Revolution                         | PC       | B+       |
| GameSpot                                | PC       | 9,2/10   |
| IGN                                     | PC       | 9,3/10   |
| PC Gamer (USA)                          | PC       | 86%      |
| SpazioGames.it                          | PC       | 9,2/10   |
| PC World (ITA)                          | PC       | 4/5      |
| Computer idea                           | PC       | 9/10     |

Age of Mythology ha ricevuto un'accoglienza positiva, con oltre un milione di copie vendute in cinque mesi a partire dalla sua uscita. Il gioco è stato nominato al premio Gioco per Computer dell'Anno e Strategico per Computer dell'Anno dalla Academy of Interactive Arts & Sciences' Interactive Achievement Awards.

## Espansioni e altre versioni

### The Titans
Age of Mythology: The Titans è stata la prima (e per oltre 13 anni l'unica) espansione di Age of Mythology, pubblicata il 30 settembre 2003. L'espansione aggiunse una nuova civiltà, gli Atlantidei, così come diverse unità, inclusi i titani. La critica e i fan accolsero l'espansione con entusiasmo, sebbene i voti delle recensioni fossero inferiori a quelli del gioco base.

### Age of Mythology: Gold Edition
Versione gioco base più l'espansone The Titans. pubblicata il 10 settembre 2004.

### Age of Mythology: Extended Edition
Remake del gioco, pubblicato sulla piattaforma Steam l'8 maggio 2014, attualmente abbreviato in Age of Mythology EX. Versione estesa, sviluppata da SkyBox Labs, racchiude l'esperienza del gioco originale, insieme all'espansione The Titans e alla campagna Il Dono Aureo, rinnovando il pacchetto con diverse novità e funzioni moderne come la risoluzione HD, antialiasing, ambient occlusion, come il supporto a Steam Workshop per la creazione di mod, un motore grafico migliorato, l'integrazione con Twitch per lo streaming di video online, supporto nativo a Windows 7 e Windows 8, una modalità spettatore.

### Tale of the Dragon
Il 18 settembre 2015 è stata annunciata la nuova espansione, Tale of the Dragon, co-sviluppata da SkyBox Labs e Forgotten Empires (quest'ultima aveva già lavorato alle espansioni di Age of Empires II). L'espansione aggiunse una nuova civiltà, quella cinese, con le divinità principali Fuxi, Nüwa e Shennong. L'espansione include, tra le altre cose, anche una nuova campagna ambientata in Cina e nuove mappe multiplayer. L'espansione è uscita il 28 gennaio 2016.

### Age of Mythology: Retold
È la Definitive Edition del gioco, un remake che sfrutta una versione del Bang Engine, lo stesso motore di gioco utilizzato da Age of Empires III: Definitive Edition, con tutte le unità e le animazioni completamente rinnovate. Annunciata da Microsoft il 25 ottobre 2022 nell'evento in streaming Age of Empires 25th Anniversary, sviluppata dal team World's Edge e pubblicata da Xbox Game Studios per PC e Xbox Series X/S il 4 settembre 2024. La versione PlayStation 5 è stata resa disponibile il 4 marzo 2025.